# Fútbol en Estonia

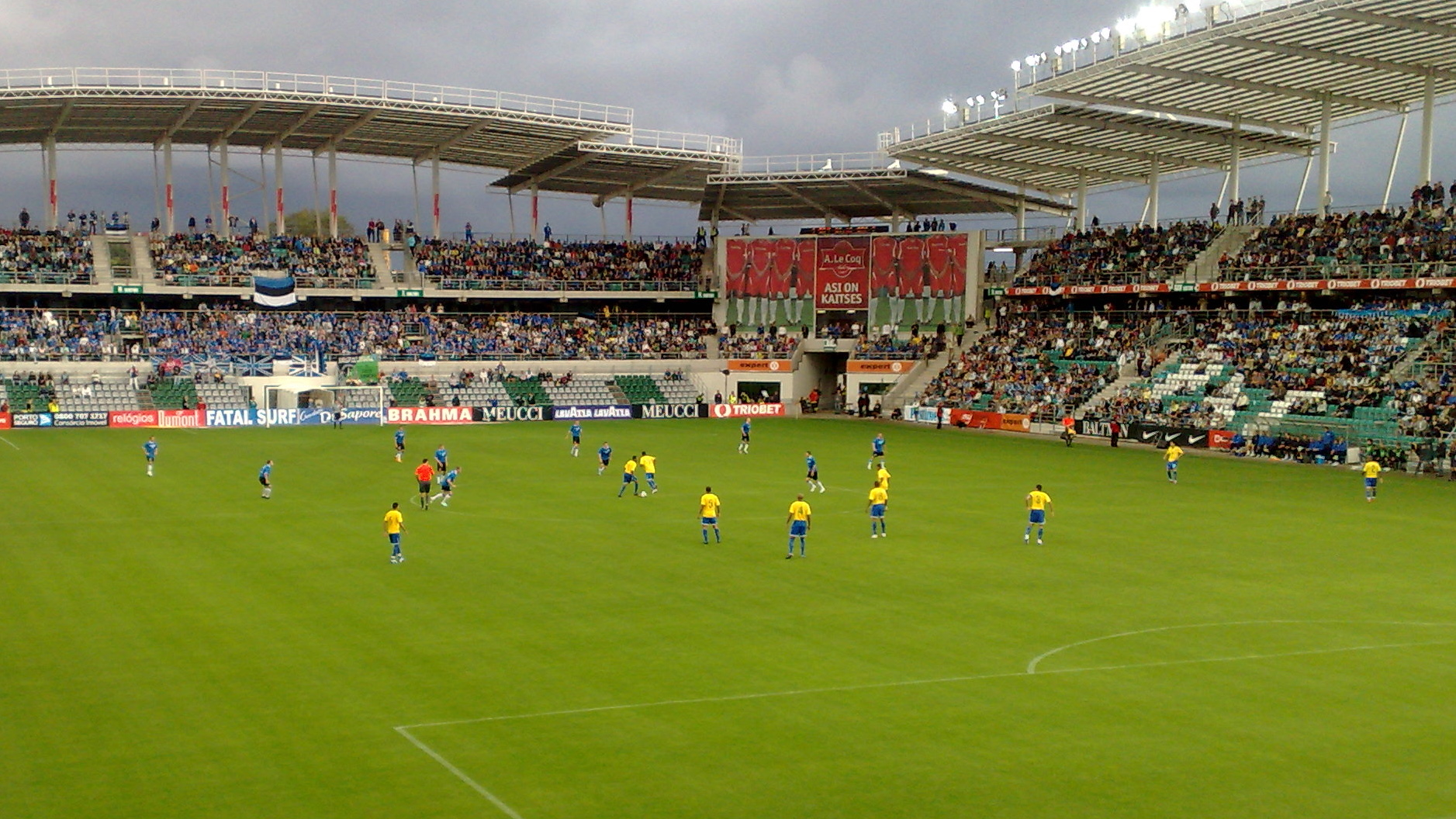
A. Le Coq Arena, estadio en el que la selección estonia suele disputar sus partidos.

El fútbol es el deporte más popular en Estonia, especialmente tras el colapso de la Unión Soviética en 1991 y la creación de la liga nacional de fútbol estonia. La Asociación Estonia de Fútbol (EJL) es el máximo organismo del fútbol profesional en Estonia y fue fundada en 1921, aunque se afilió a la FIFA en 1923 y a la UEFA en 1992. La EJL organiza la Meistriliiga —la primera y máxima competición de liga del país— y la Copa de Estonia, y gestiona la selección nacional masculina y femenina.
El FC Flora Tallinn es el equipo más exitoso de Estonia, con nueve ligas y cinco copas en su palmarés. El JK Tallinna Kalev es el único equipo estonio que participó en la Primera División de la Unión Soviética, permaneciendo dos temporadas en la máxima división del fútbol soviético.

## Competiciones oficiales entre clubes
- Meistriliiga: es la primera división del fútbol estonio. Fue fundada en 1921 —en 1992 en su actual nombre— y está compuesta por 10 clubes.
- Esiliiga: es la segunda división en el sistema de ligas estonio. Está compuesta por 10 clubes, de los cuales uno ascienden directamente a la Meistriliiga y el segundo clasificado disputa una promoción contra el penúltimo de la Meistriliiga.
- Segunda Liga de Estonia: es la tercera división en el sistema de ligas de Estonia. El número de clubes es de 28 equipos repartidos en dos grupos.
- Tercera Liga de Estonia: es la cuarta división en el sistema de ligas de Estonia. El número de clubes es de 48 equipos repartidos en cuatro grupos.
- Cuarta Liga de Estonia: es la quinta división en el sistema de ligas de Estonia. El número de clubes es de 48 equipos repartidos en cuatro grupos.
- Copa de Estonia: es la copa nacional del fútbol estonio, organizada por la Asociación Estonia de Fútbol y cuyo campeón tiene acceso a disputar la UEFA Europa League.
- Supercopa de Estonia: competición que enfrenta al campeón de la Super Liga y al campeón de Copa.

## Selecciones de fútbol de Estonia

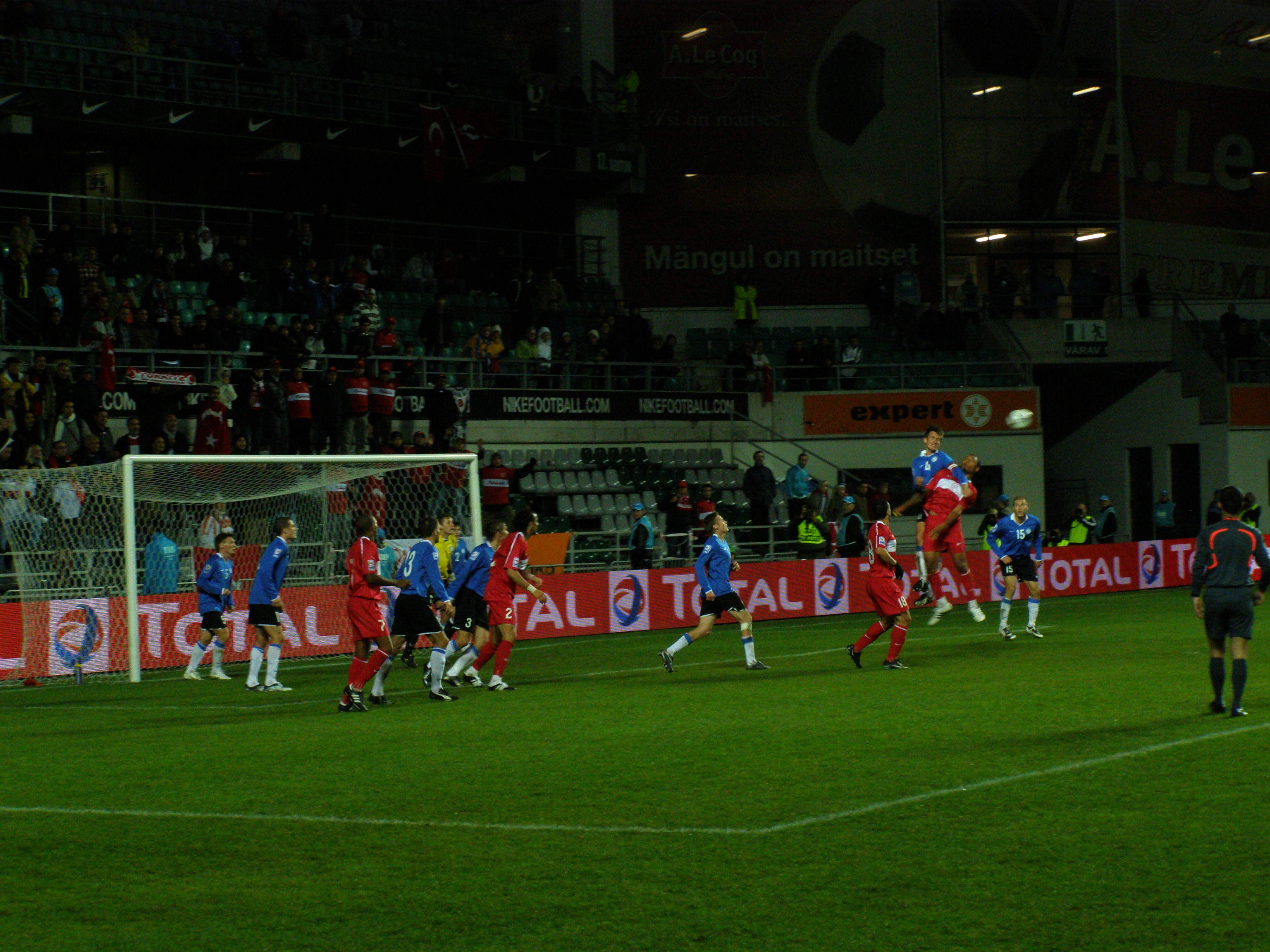
La selección estonia en un partido ante en 2008.

### Selección absoluta de Estonia
La selección de Estonia, en sus distintas categorías está controlada por la Asociación Estonia de Fútbol.
El equipo estonio disputó su primer partido oficial el 17 de octubre de 1920 en Helsinki ante Finlandia, partido que se resolvió con victoria de los finlandeses por 6-0. Estonia aún no ha logrado clasificarse para la Copa del Mundo de la FIFA ni para la Eurocopa. La única participación del equipo estonio en un torneo internacional fue en los Juegos Olímpicos de París 1924, donde perdió ante Estados Unidos por 1-0. Martin Reim, con 157 internacionalidades, es el jugador que más veces ha vestido la camiseta de la selección nacional.

### Selección femenina de Estonia
La selección femenina debutó el 5 de junio de 1994 ante la selección de Lituania en un partido que ganaron las lituanas por 3-0 en Kaunas. La selección femenina de Estonia aún no ha participado en una fase final de la Copa del Mundo o de la Eurocopa.